# Open Bucaramanga 2013
L'Open Bucaramanga 2013, noto come Seguros Bolívar Open Bucaramanga per motivi di sponsorizzazione, è stato un torneo di tennis facente parte della categoria ATP Challenger Tour nell'ambito dell'ATP Challenger Tour 2013. È stata la 5ª edizione del torneo che si è giocata a Bucaramanga in Colombia dal 21 al 27 gennaio 2013 su campi in terra rossa e aveva un montepremi di $35,000+H.

## Partecipanti singolare

### Teste di serie
| Nazionalità | Giocatore              | Ranking* | Testa di serie |
| ----------- | ---------------------- | -------- | -------------- |
| Colombia    | Santiago Giraldo       | 64       | 1              |
| Brasile     | Rogério Dutra da Silva | 111      | 2              |
| Argentina   | Martín Alund           | 115      | 3              |
| Brasile     | João Souza             | 131      | 4              |
| Portogallo  | Gastão Elias           | 141      | 5              |
| Argentina   | Federico Delbonis      | 142      | 6              |
| Stati Uniti | Wayne Odesnik          | 144      | 7              |
| Cile        | Paul Capdeville        | 166      | 8              |

### Altri partecipanti
Giocatori che hanno ricevuto una wild card:
- Santiago Giraldo
- Nicolás Massú
- Álvaro Ochoa
- Eduardo Struvay

Giocatori che sono passati dalle qualificazioni:
- Roman Borvanov
- Marcel Felder
- Patricio Heras
- Franko Škugor

## Partecipanti doppio

### Teste di serie
| Nazionalità | Giocatore              | Nazionalità | Giocatore         | Ranking* | Testa di serie |
| ----------- | ---------------------- | ----------- | ----------------- | -------- | -------------- |
| Brasile     | Rogério Dutra da Silva | Brasile     | João Souza        | 227      | 1              |
| Brasile     | Marcelo Demoliner      | Croazia     | Franko Škugor     | 331      | 2              |
| Argentina   | Facundo Bagnis         | Argentina   | Federico Delbonis | 354      | 3              |
| Brasile     | Fabiano de Paula       | Brasile     | André Ghem        | 374      | 4              |

- Ranking al gennaio 2013.

### Altri partecipanti
Coppie che hanno ricevuto una wild card:
- Sam Barnett /  Kevin Kim
- Nicolás Barrientos /  Eduardo Struvay
- Ricardo Hocevar /  Nicolás Massú

## Vincitori

### Singolare
Federico Delbonis ha battuto in finale  Wayne Odesnik con il punteggio di 7–6(4), 6–3.

### Doppio
Marcelo Demoliner /  Franko Škugor hanno battuto in finale  Sergio Galdós /  Marco Trungelliti con il punteggio di 7–6(8), 6–2.